# باوهاوس (گروه موسیقی)
باوهاوس (آلمانی: Bauhaus) گروه موسیقی راک انگلستانی است که سال ۱۹۷۸ در نورث‌همپتون شکل گرفت. نام گروه ابتدا باوهاوس ۱۹۱۹ بود که اشاره‌ای مستقیم به سال ظهور مکتب هنری باوهاوس داشت. باوهاوس از پیشگامان سبک گوتیک راک به‌شمار می‌رود و خوانندهٔ اصلی‌اش، دیوید مورفی «پدرخواندهٔ گوت» لقب‌گرفته‌است.